# 穀城県
穀城県（こくじょう-けん）は中華人民共和国湖北省襄陽市に位置する県。

## 行政区画
- 鎮:城関鎮、石花鎮、盛康鎮、廟灘鎮、五山鎮、茨河鎮、南河鎮、紫金鎮、冷集鎮
- 郷:趙湾郷